# Reticulofenestra
Reticulofenestra és un gènere de cocolitòfor. Destaca perquè la seva quasi-extinció en temps de l'Eocè serveix com a marcador per separar els estatges faunístics Lutecià i Bartonià.